# Kälte Klima Aktuell
Das in deutscher Sprache verfasste Fachmagazin für Kälte- und Klimatechnik KKA – Kälte Klima Aktuell erscheint sechsmal im Jahr (plus Sonderausgabe »Großkälte«) im Bauverlag BV und ist offizielles Organ der ÜWG Überwachungsgemeinschaft Kälte- und Klimatechnik e. V., der Kälte- und Klimatechnik-Innung Nordrhein, der Fachinnung für Kälte- und Klimatechnik für den Regierungsbezirk Arnsberg, der Innung für Kälte- und Klimatechnik Bremen-Oldenburg und der Innung für Kälte- und Klimatechnik Berlin-Brandenburg. Durch die KKA – Kälte Klima Aktuell werden u. a. ausführende Kälte- und Klimaanlagenbauer, Hersteller von Kälte- und Klimaanlagen, Anwender in Gewerbe-, Industrie- und Wirtschaftsunternehmen sowie SHK-Betriebe (Sanitär-, Heizungs- und Klimatechnikbetriebe) umfangreich informiert. Auch der Chillventa-Award wird von dem Fachmagazin – zusammen mit der Messe Nürnberg – ausgelobt, der für eine beispielhafte, über technische Standards hinausgehende Zusammenarbeit an einem Projekt, das in Bezug auf Funktionalität, Energieverbrauch und technische Innovationen überzeugt, verliehen wird.

## Inhalt
Die Themenbereiche sind Klimatechnik, Gewerbe- und Industriekälte, Wärmepumpen, Kühlmöbel/Kühlräume, Regeltechnik, Elektro- und Isoliertechnik, mobile Kälteanlagen und Transportkälte. Dazu kommen neben betriebswirtschaftlichen und steuerrechtlichen Aspekten aus der Praxis Vorstellungen von Produkten und Beiträge über realisierte Objekte. Des Weiteren gibt es Informationen über Verbände, Veranstaltungen, Messen und auch Marktentwicklungen sowie Weiterbildungsmöglichkeiten.